# Thomas Pakenham, I barone di Longford
Thomas Pakenham, I barone di Longford (maggio 1713 – 30 aprile 1766), è stato un politico irlandese.

## Biografia
Era il figlio di Edward Pakenham, e di sua moglie, Margaret Bradestan. Frequentò la Queen's College. Era il nipote di Sir Thomas Pakenham.
Pakenham rappresentò Longford Borough alla Camera dei comuni irlandese (1745-1757).

## Matrimonio
Sposò, il 5 marzo 1739, Elizabeth Cuffe, contessa di Longford, figlia di Michael Cuffe. Ebbero sette figli:
- Robert Pakenham (?-1775);
- Edward Pakenham, II barone di Longford (1 aprile 1743-3 giugno 1792);
- Frances Pakenham (1744-1776), sposò John Vandeleur, ebbero un figlio;
- Helena Pakenham (1745-1777), sposò William Sherlock, non ebbero figli;
- Mary Pakenham (1749-1775), sposò Thomas Fortescue, ebbero tre figli;
- William Pakenham (1756-1769);
- Sir Thomas Pakenham (1757-2 febbraio 1836), sposò Louisa Anne Staples, ebbero otto figli.

## Morte
Nel 1756 è stato creato il barone Longford perché sua moglie era la pronipote ed erede di Ambrose Aungier, II conte di Longford che era morto senza eredi. Pakenham morì il 30 aprile 1766.